# Mirca
Mirca – wieś w Chorwacji, w żupanii splicko-dalmatyńskiej, w mieście Supetar. W 2011 roku liczyła 321 mieszkańców.

## Charakterystyka
Jest położona w północno-zachodniej części wyspy Brač, nad cieśniną Brački kanal, 3 km na zachód od Supetaru. Lokalna gospodarka opiera się na turystyce i rolnictwie. We wsi znajduje się kościół parafialny pw. Nawiedzenia Najświętszej Marii Panny z 1733 roku i kościół pw. św. Teresy z 1931 roku.